# 黃鎮 (籃球運動員)
黃鎮（1990年6月27日—）為臺灣男子籃球運動員，場上位置為小前鋒，現效力於台灣職業籃球大聯盟桃園台啤永豐雲豹。

## 生平
黃鎮來自花蓮縣玉里鎮，阿美族人，國中就讀瑞穗國中時是排球校隊成員，畢業後被教練孫立忠拉去花蓮體中改打籃球，高三時曾入選2008年亞青賽中華男籃U18培訓隊，但因膝傷而退訓，高中畢業後升學至輔仁大學。大二至大四連續三年獲選為大專籃球聯賽（UBA）公開男一級最佳五人。
2013年8月28日，台灣啤酒原打算在超級籃球聯賽新人選秀會使用狀元籤遴選隨隊練球的黃鎮，但在選秀會前一個小時改變主意改選擇遴選呂奇旻，黃鎮因此直到第一輪第五順位才被達欣工程選中。
2016年4月，黃鎮獲選第十三季超級籃球聯賽年度第六人與年度進步獎。同年6月15日，他與臺北達欣工程續簽四年合約。
2019年3月，黃鎮加盟全国男子篮球联赛（NBL）长沙金健米业。同年10月，他在臺北達欣工程回歸全國社會組籃球錦標賽後與台灣啤酒簽下三年合約。
2021年9月，黃鎮從超級籃球聯賽台灣啤酒轉移至T1聯盟台灣啤酒英熊。
2023年7月4日，黃鎮從台灣啤酒英熊轉移至台啤雲豹。2024年8月21日，台灣職業籃球大聯盟桃園台啤永豐雲豹宣布與黃鎮完成續約。

## 外部連結
- 黃鎮的Instagram帳戶
- 黃鎮在fiba.basketball（英语）
- 黃鎮在台灣職業籃球大聯盟
- 黃鎮在Eurobasket.com（球員）（英语）
- 黃鎮在Eurobasket.com（球員）（英语）
- 黃鎮在RealGM（英语）
- 黃鎮在Flashscore（英语）